# 아이신기오로 헝전
아이신기오로 헝전(愛新覺羅恒鎭, 1944년 ~ 2023년 8월 27일)은 제14대 청나라 황실 수장이다. 선대 수장 위옌(毓嵒)의 아들이며 청나라 마지막 황제인 선통제(宣統帝) 푸이(溥儀)의 상속인이다.

## 가족 관계
- 증조부 : 재렴(載濓)
- 조부 : 부칭(溥偁)
- 아버지 : 위옌(毓嵒)
  - 아내 : 두옌링(杜彥玲)
    - 딸 : 치싱(啓瑆)[1]

  - 동생 : 헝카이(恒鎧)
  - 동생 : 헝쥔(恒鈞)